# Gamepad

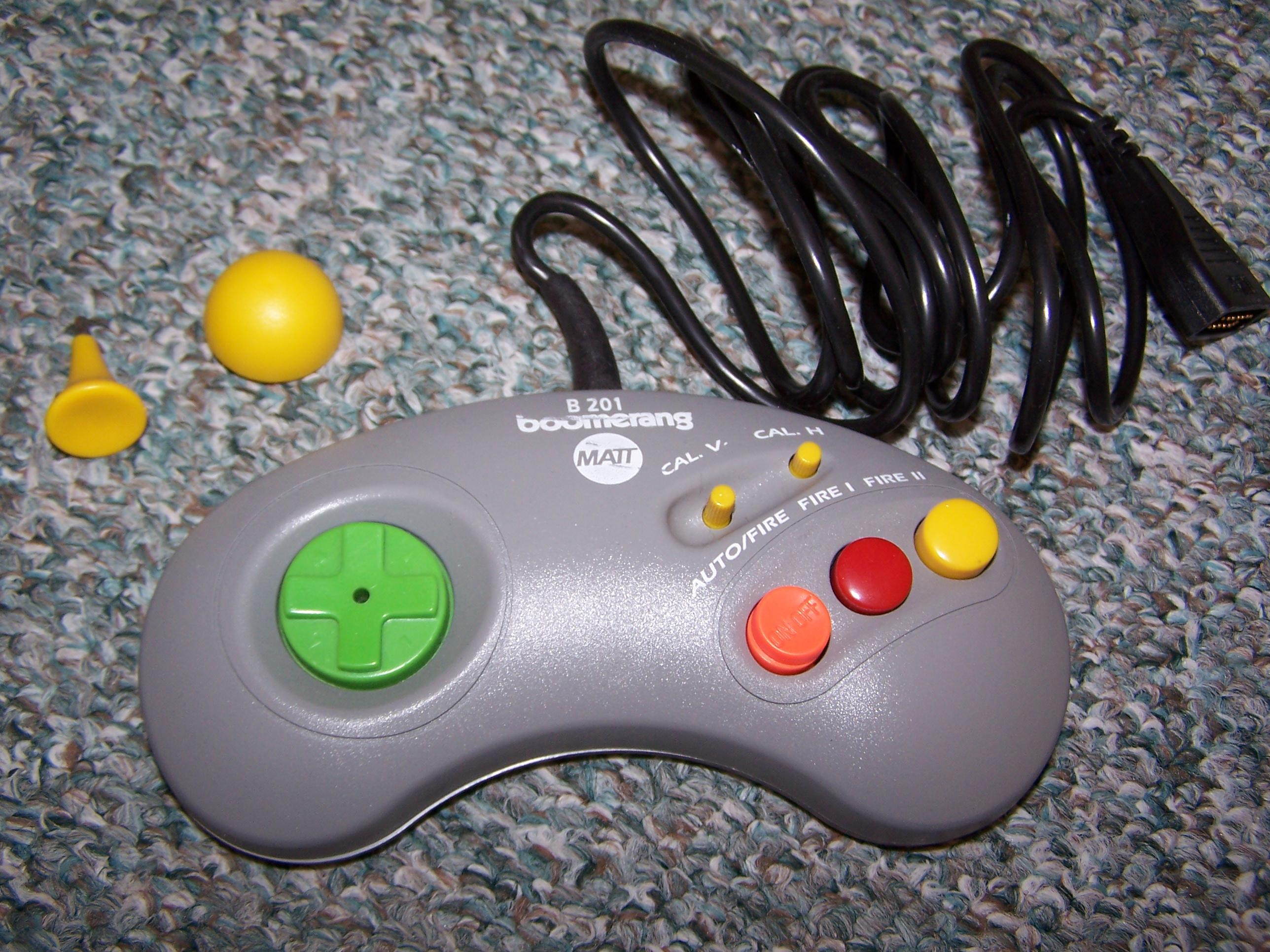
Gamepad 2-osiowy 2-przyciskowy (MATT)

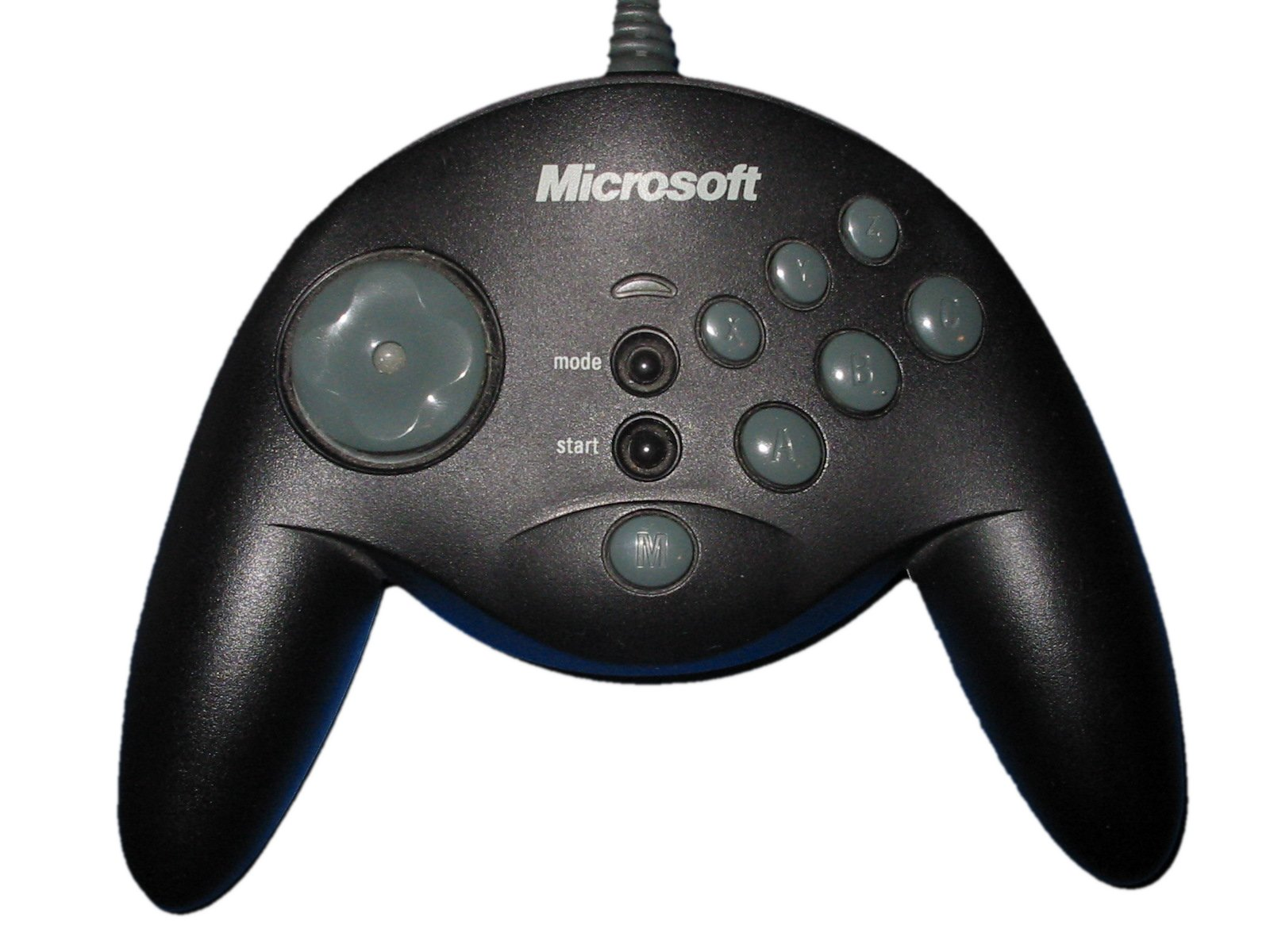
Gamepad bez analogów z rodziny Microsoft SideWinder, wprowadzonej w 1995

Gamepad (także joypad, pad) – typ kontrolera gier zaprojektowany do trzymania oburącz, posiadający wiele przycisków oraz od jednego do kilku mini-joysticków. Zostały wprowadzone na rynek jako urządzenia peryferyjne umożliwiające graczowi interakcję z konsolą gier.
Do konsoli 8- i 16-bitowych, takich jak NES czy SNES, dołączano zwykle dwa pady. Aby zmniejszyć koszty, a przede wszystkim cenę zestawu, producenci konsoli PlayStation, Saturna i Nintendo 64 postanowili dołączać do nich tylko jedno urządzenie. Jednakże gdy konsola zdobyła popularność na rynku, twórcy decydują się wypuścić specjalne zestawy zawierające konsole (często w różnych kolorach) wraz z kartami pamięci, czy dwoma gamepadami w cenie niższej niż elementy na niego się składające kupowane oddzielnie. Każdy producent opracowuje unikatowy dla danej konsoli model, dlatego ważne jest wybranie kontrolera odpowiedniego dla danego urządzenia.
Z powodu rosnącej popularności gamepadów wśród użytkowników konsoli stawały się one coraz bardziej popularne wśród użytkowników komputerów. Istnieje wiele modeli padów przeznaczonych dla komputerów osobistych, które swoim wyglądem imitują urządzenia konsolowe. Najczęściej wykorzystywanym jest wzór kontrolera do PlayStation oraz Xbox. Istnieją również odpowiednie przejściówki umożliwiające podłączenie padów przeznaczonych dla danej konsoli do komputera osobistego tak, aby zachować pełną ich funkcjonalność.

## Historia

### Początki
Gra komputerowa Spacewar! z 1962 roku początkowo używała do sterowania przycisków wbudowanych w wyświetlacz komputera. Było one niewygodne w użyciu, więc Alan Kotok i Bob Saunders zbudowali i podłączyli do niego zewnętrzne urządzenie, które zostało nazwane pierwszym gamepadem. Początkowo gamepady nie cieszyły się popularnością – w latach 70. i wczesnych 80. dominującymi kontrolerami gier były joysticki i paddle. Trzecia generacja gier przyniosła wiele zmian na rynku, rozpoczynając okres dominacji gamepadów.

### Konsole 8- i 16-bitowe

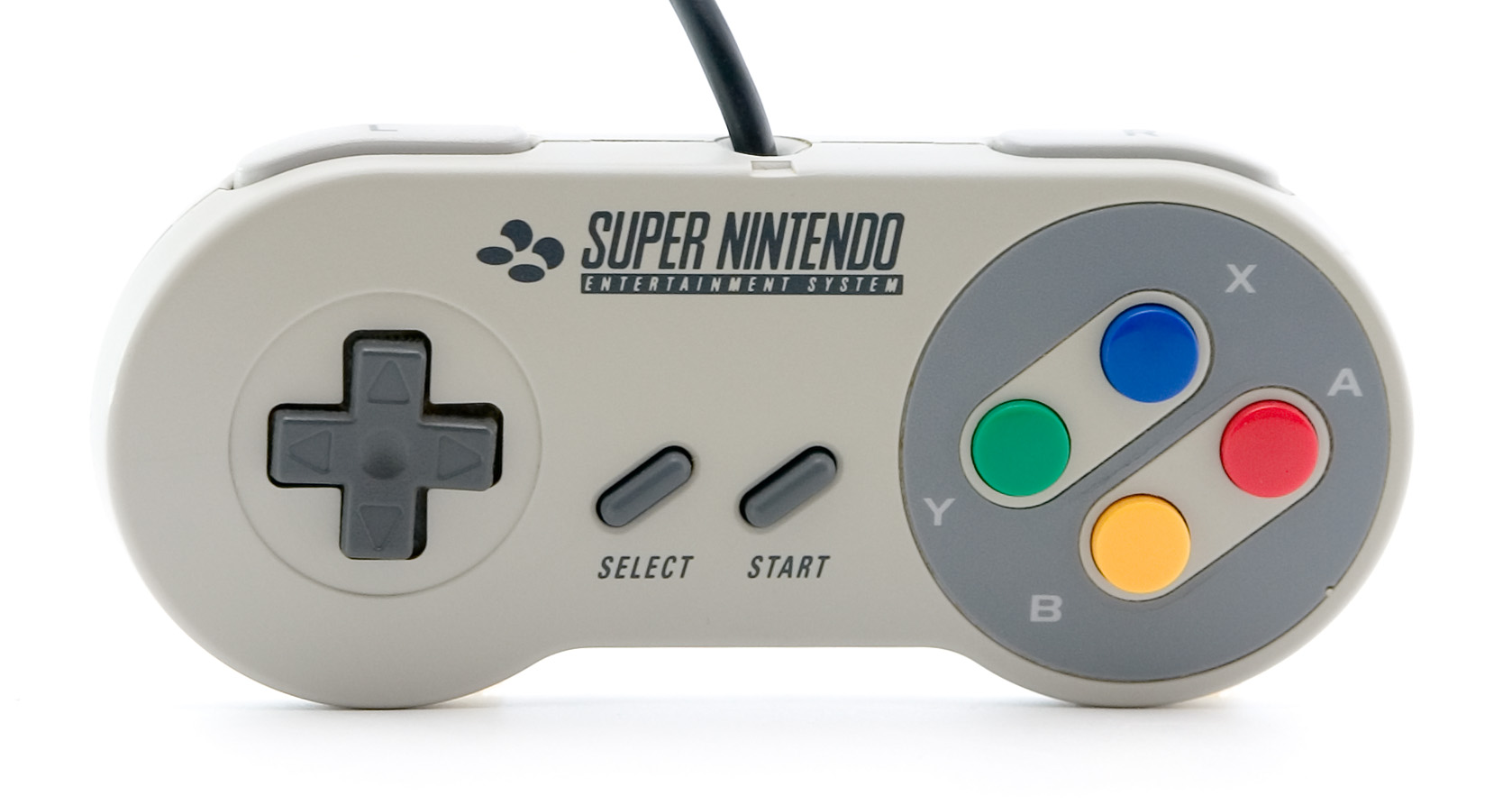
Gamepad SNES

W erze panowania Nintendo na rynku gier video, konsolowe kontrolery miały bardzo prostą budowę: kształt małego prostopadłościanu, na którym znajdowały się strzałki kierunkowe tworzące tzw. D-pad (z ang. directional pad) oraz 2 lub 4 okrągłe przyciski, w czasie konsol 16-bitowych zaczęto stosować pady z 6 przyciskami (jak choćby alternatywny pad do Segi Genesis, wykorzystywany np. w Street Fighter II). W użyciu były również pady wprowadzające przyciski Turbo. Pad do SNESa wprowadził przyciski boczne – znajdujące się z brzegu kontrolera, układające się pod palcami wskazującymi.

### Konsole 32- i 64-bitowe

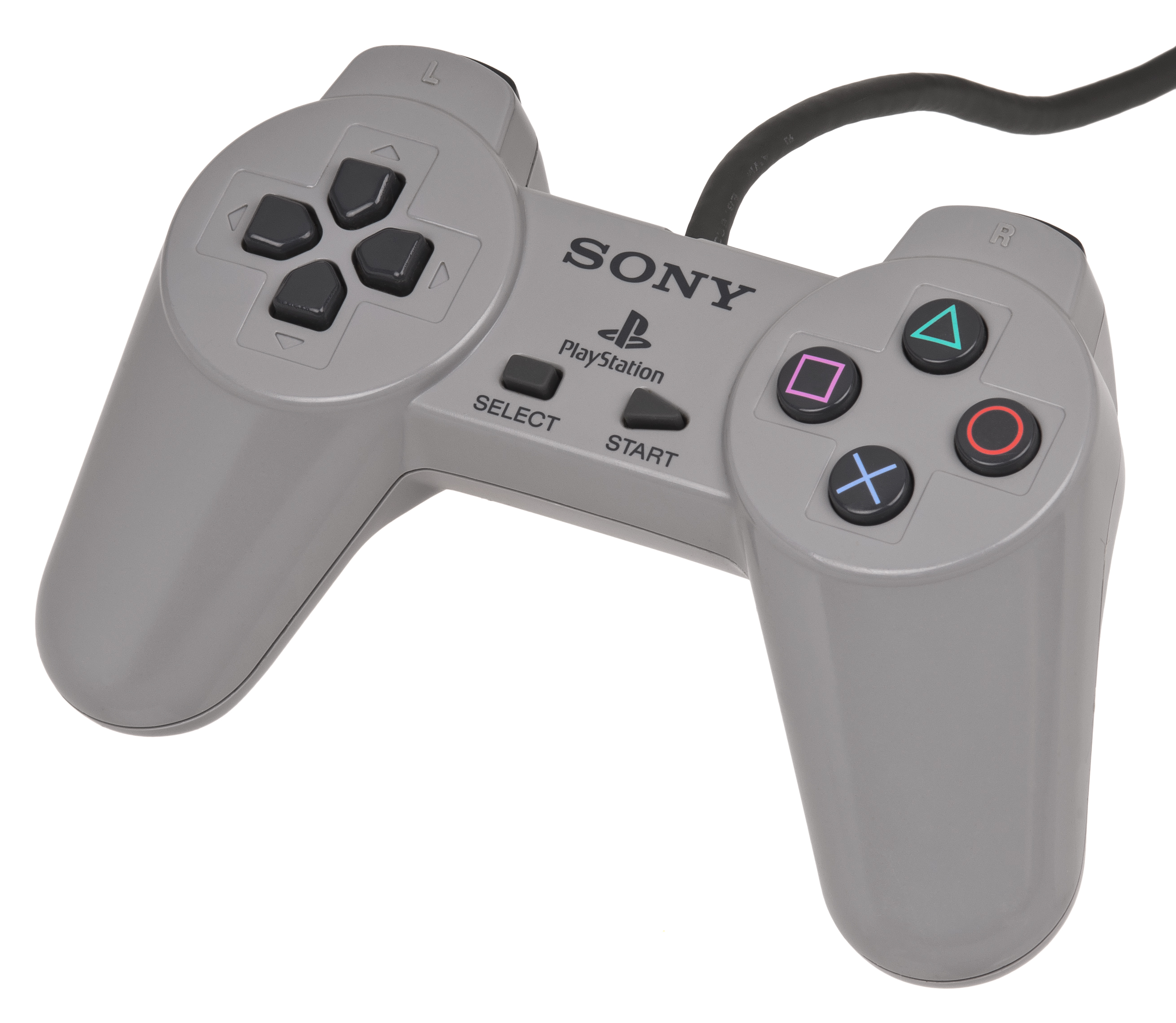
Playstation Controller, pierwszy z gamepadów Playstation, zastąpiany w 1997 kontrolerem DualShock

Konsole 32-bitowe przyniosły nie tylko rewolucję związaną z grafiką 3D, ale także z kształtem kontrolerów. Gamepady przestały być prostymi bryłkami, ich kształt był teraz opływowy, idealnie dopasowany do kształtu rąk. Oprócz pada kierunkowego doszła jeszcze gałka sterownicza (kontroler do Nintendo 64). O ile początkowo konsole tej generacji nie miały gałek (jak pad do Playstation, czy Saturna) tak w jej trakcie pojawiały się wersje z gałką analogową. Sama liczba przycisków stosowanych do grania również się powiększyła – Playstation w podstawowej wersji miał ich 8 (4 przednie, przyciski boczne L1, L2, R1, R2), Saturn również osiem (6 przednich, L i R), a Nintendo 64 aż 9 (6 przednich, z czego A i B wyraźnie większe, L, R oraz spust). Rewolucją na rynku konsolowym kontrolerów był DualShock – pad do PlayStation stworzony kilka lat po premierze tej konsoli. Był to pierwszy kontroler, który posiadał dwie gałki oraz funkcję wibracji.

### Konsole siódmej generacji

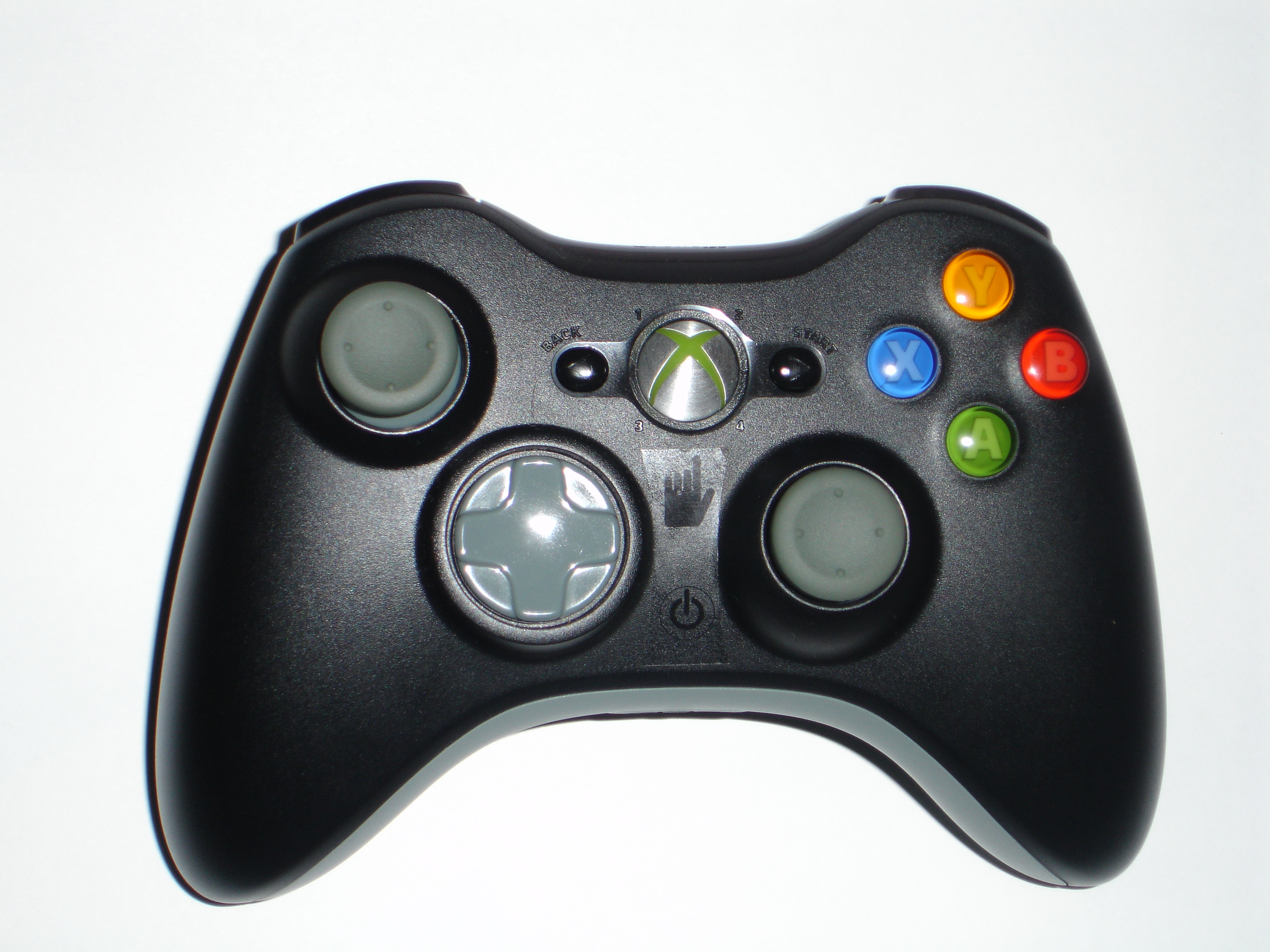
Gamepad z dwoma analogami (XBOX 360)

Budowa kontrolerów do tych konsoli jest bardziej zróżnicowana, niż w poprzednich generacjach. Różny jest także stopień zmian w porównaniu do padów do konsol poprzedniej generacji tych samych producentów, począwszy od gamepada do Xbox 360, którego dotknęły jedynie kosmetyczne zmiany, przez pad do PS3 – SIXAXIS, w którym oprócz wibracji dodano również wykrywacz nachylenia (wykrywający nachylenie 6 stopni w każdym z sześciu kierunków), na Wiimote, zwanym czasem w Polsce „Wiilotem” ze względu na to, że pad jest w formie pilota kończąc. Do Wii dostępny jest też „zwyczajny” pad, lecz służy on tylko do grania w gry z poprzednich generacji konsoli Nintendo. Ponadto w tej generacji stały się standardem kontrolery bezprzewodowe. W niektórych konsolach (na przykład Xbox 360) kontrolery przewodowe (lub podłączenie przewodem bezprzewodowego kontrolera przez specjalne złącze) dostępne są jako opcja.

## Porównanie z innymi kontrolerami
Dżojstik jest kontrolerem zbudowanym z drążka znajdującego się na podstawce umieszczanej na stole, natomiast gamepad trzymany w dłoniach zawiera wyłącznie przyciski kierunkowe (tzw. krzyżak albo d-pad), przyciski akcji oraz gałki analogowe (najczęściej dwie).